# 4976 Choukyongchol
4976 Choukyongchol è un asteroide della fascia principale. Scoperto nel 1991, presenta un'orbita caratterizzata da un semiasse maggiore pari a 3,0207772 UA e da un'eccentricità di 0,0997301, inclinata di 8,65008° rispetto all'eclittica.